# Joseph Benz
Joseph Benz (n. 20 mai 1944, Zürich, cantonul Zürich, Elveția – d. 5 februarie 2021, Zürich, cantonul Zürich, Elveția) a fost un bober ce a reprezentat Elveția, medaliat olimpic. A participat la două ediții ale Jocurilor Olimpice (1976, 1980) în care a câștigat o medalie de aur, două medalii de argint și o medalie de bronz.